# Hesperolemur
Hesperolemur («західний лемур» від давньогрецького ἕσπερος (hésperos), «західний» + новолатинського Lemur, «лемур») — рід адапіформних приматів, що жив у середньому еоцені (49-37 мільйонів років тому) південна Каліфорнія. Це іммігрантський таксон, який, здається, найбільш тісно пов`язаний з більш ранніми європейськими формами Cantius. Оскільки зразок, використаний для цих аналізів, був сильно пошкоджений, інші заперечували існування таких відмінностей і перенесли Hesperolemur до Cantius, Cantius actius. Він мав вагу приблизно 4/5 кілограма і був останнім вижитим нотарктинним видом, ймовірно, через його розташування в рефугіумі, який існував у південній Каліфорнії під час погіршення клімату в кінці середнього еоцену. Немає пізніших таксонів, які, здається, походять від Hesperolemur.